# El Diario del Fin del Mundo
El Diario del Fin del Mundo est un quotidien régional d'Ushuaïa (Argentine). Il est édité par EDIAM S.A.. Son contenu est également diffusé sur internet.